# Caesia calliantha
Caesia calliantha är en grästrädsväxtart som beskrevs av Rodney John Francis Henderson. Caesia calliantha ingår i släktet Caesia och familjen grästrädsväxter. Inga underarter finns listade i Catalogue of Life.